# Pas de muntanya

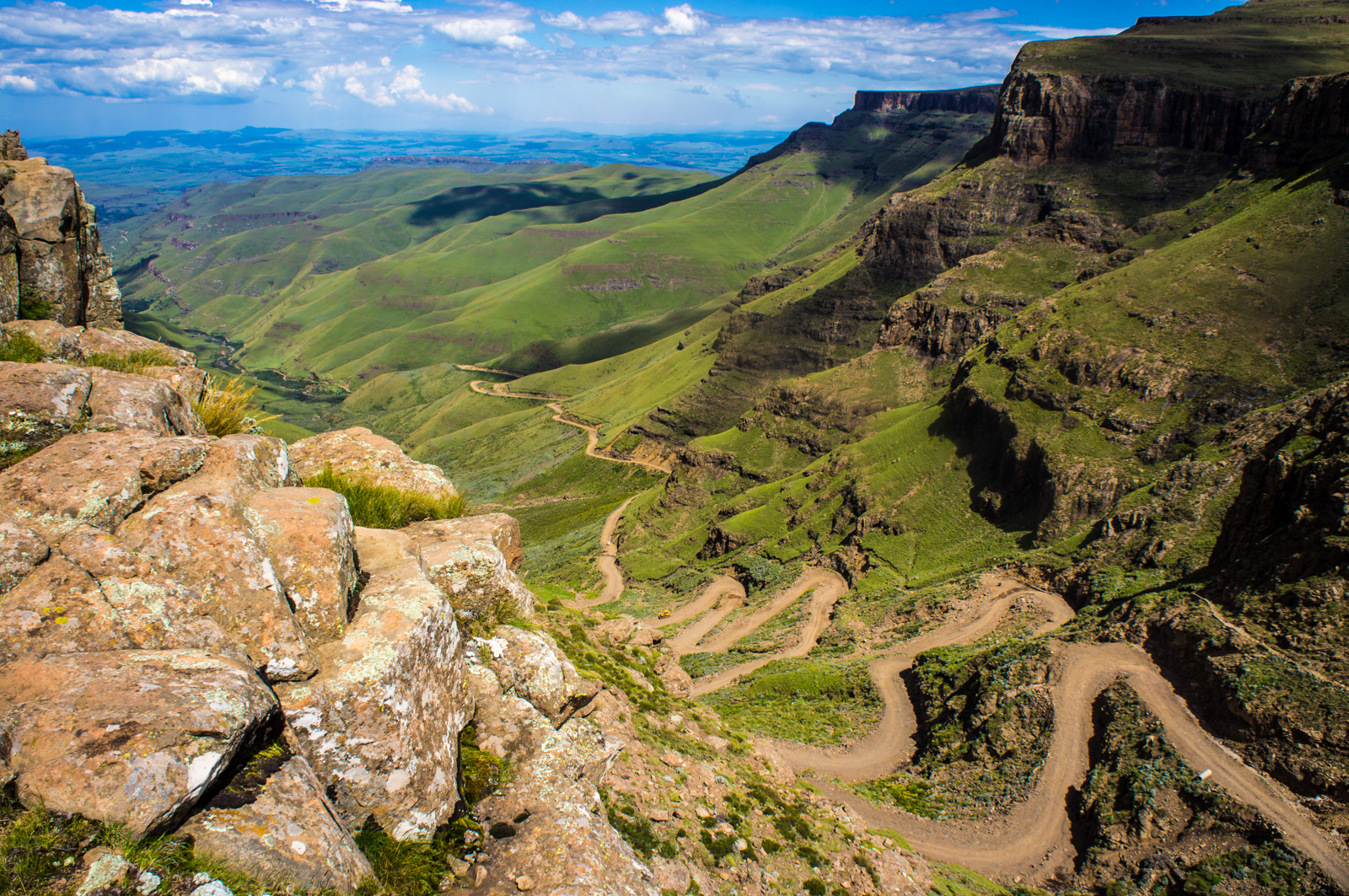
Pas de Sani a Mokhotlong, Lesotho

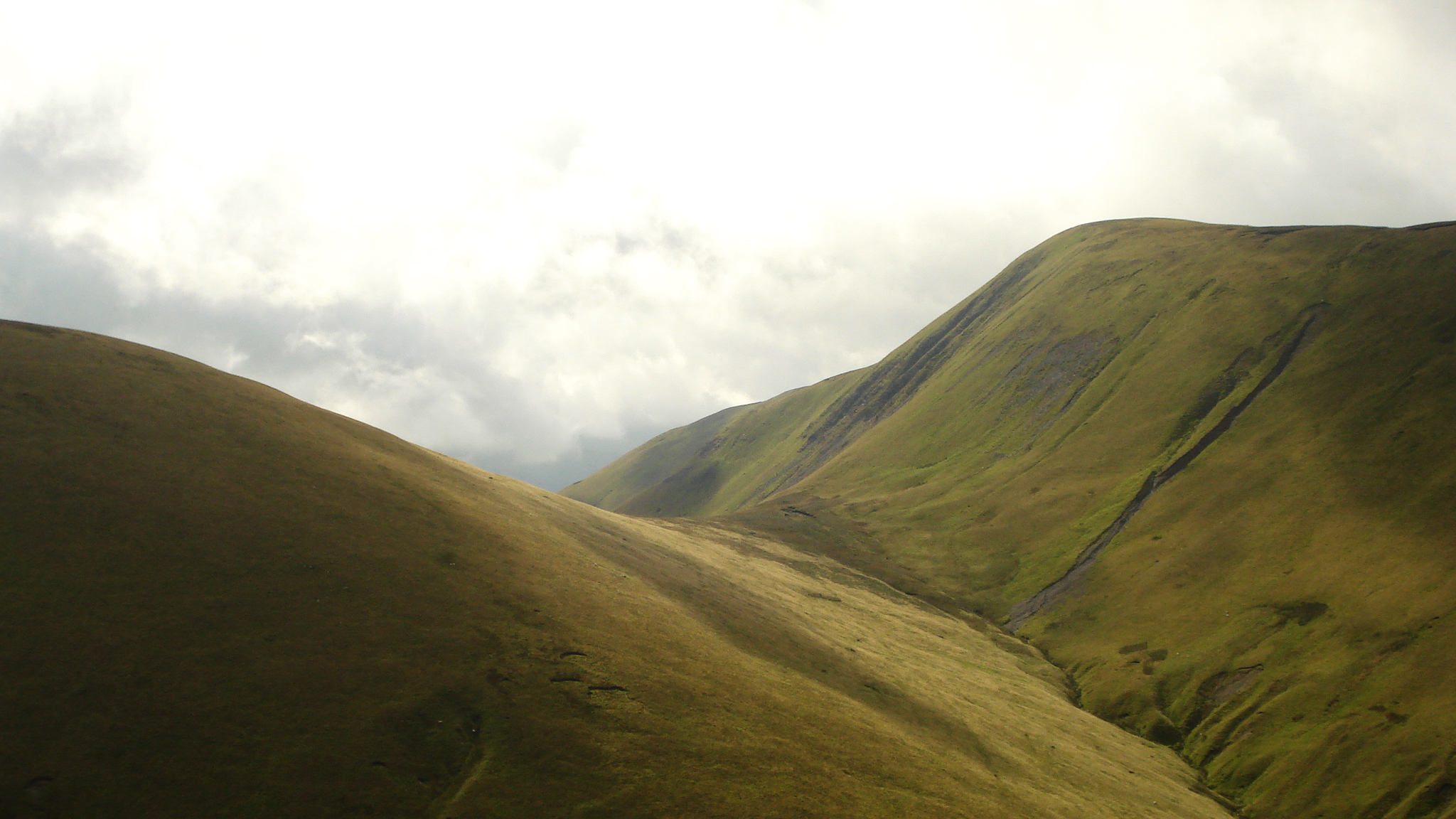
Pas entre Kensgriff i Yarlsidine a Howgill Fells, Anglaterra

Un pas de muntanya o port de muntanya, és una ruta transitable per una serralada o per una carena de muntanya. Atès que moltes de les serralades del món han presentat barreres formidables per viatjar, els passos han tingut un paper clau en el comerç, la guerra i la migració humana i animal al llarg de la història. També es pot anomenar pas muntanyenc.
Les rutes que travessen els ports de muntanya es caracteritzen per tenir traçats molt sinuosos i pendents molt pronunciats, a part la freqüent presència de neu. és la ruta o pas establert a través d'un coll o collada per a creuar una cadena muntanyenca.
En els ports, el vent se sol encaixar i sol ser particularment fort, la qual cosa causa un descens d'altitud en les bandes de vegetació. Per aquesta causa resulten abundants en pastures, la qual cosa els fa especialment adequats per a la ramaderia, especialment si es practica alguna manera de trashumancia.

## Visió general

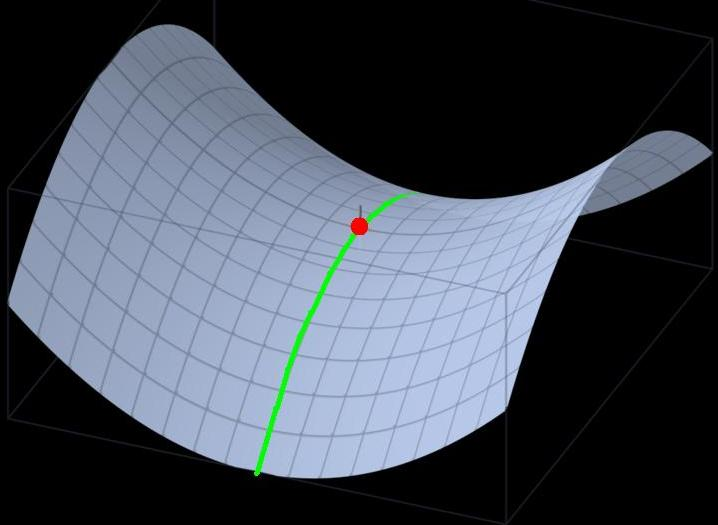
Pas de muntanya idealitzat representat com la línia verda; el punt de sella és de color vermell.

Els passos de muntanya fan servir un coll, una sella o una collada. Una sella topogràfica és anàloga al concepte matemàtic d'una superfície de sella, amb un punt de sella que marca el punt més alt entre dues valls i el punt més baix al llarg d'una carena. En un mapa topogràfic, els passos es caracteritzen per línies de nivell amb forma de rellotge de sorra, que indica un punt baix entre dos punts més alts. A l'alta muntanya, un desnivell de 2,000 metres (6,600 ft) entre el cim i la muntanya es defineix com un pas de muntanya.

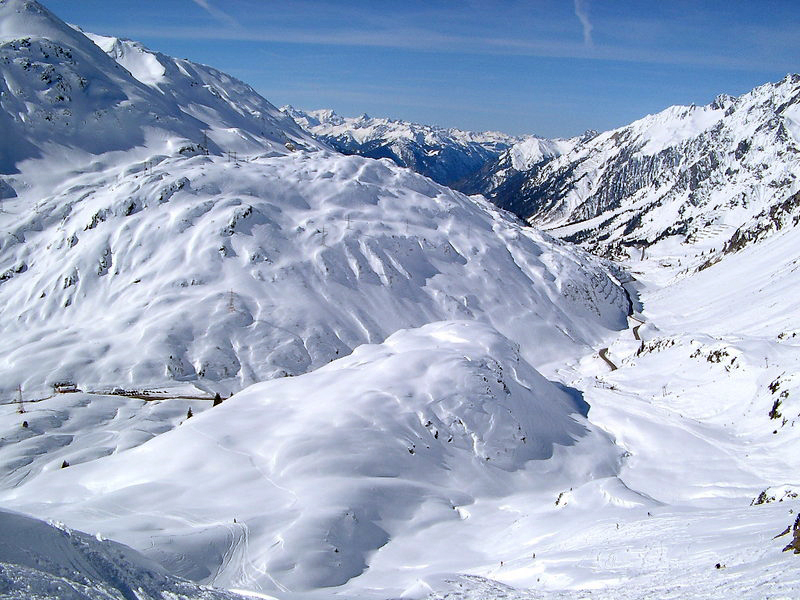
Carretera que creua el port de muntanya d'Arlberg (Àustria).

Els passos es troben sovint just a sobre de la font d’un riu, constituint una divisòria de drenatge. Un coll pot ser molt curt, que consisteix en forts pendents fins a la part superior del coll, o potser una vall de molts quilòmetres de llargada, el punt més alt del qual només es pot identificar per mitjà de la topografia.
Des de fa molt de temps, les carreteres s’han construït a través de passos i ferrocarrils. Alguns passos alts i accidentats poden tenir túnels forats sota una vessant propera a la muntanya (com el túnel Eisenhower que passa per alt el pas Loveland a les Muntanyes Rocoses) per permetre un flux de trànsit més ràpid durant tot l'any.
La part superior d’un pas de muntanya és sovint l’únic terreny pla de la zona i és un punt de vista elevat. En alguns casos, això el converteix en un lloc preferit per als edificis. Si una frontera nacional segueix una serralada, un pas per sobre de les muntanyes sol estar a la frontera i pot haver-hi un control fronterer o una estació duanera, i possiblement també un lloc militar. Per exemple, Argentina i Xile comparteixen la tercera frontera internacional més llarga del món, amb 5,300 quilometres (3,300 mi) llarg. La frontera transcorre de nord a sud al llarg de les serres dels Andes, amb un total de 42 passos. En una carretera sobre un coll, és habitual tenir un petit cartell de carretera que indiqui el nom del coll i la seva elevació per sobre del nivell mitjà del mar.
A més d’oferir un viatge relativament fàcil entre valls, els passos també proporcionen una ruta entre dos cims de muntanyes amb un mínim de descens. Com a resultat, és habitual que les pistes es trobin en un pas; això sovint els converteix en rutes còmodes fins i tot quan es viatja entre un cim i el fons de la vall. Els passos tradicionalment eren llocs per a rutes comercials, comunicacions, intercanvi cultural, expedicions militars, etc. Un exemple típic és el pas del Brenner als Alps.
Alguns passos de muntanya per sobre de la línia d’arbres tenen problemes amb la deriva de la neu a l’hivern. Això es pot pal·liar construint la carretera uns metres per sobre del terra, cosa que farà que la neu bufi de la carretera.

## Sinònims

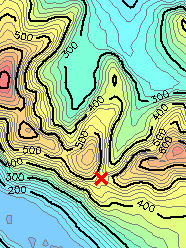
Un pas de muntanya tal com apareix en un mapa de contorn: Bwlch Maesgwm a Snowdonia, al nord de Gal·les, Regne Unit.

Hi ha moltes paraules per passar al món de parla anglesa. Als Estats Units, el pas és molt comú a Occident, la paraula bretxa és freqüent als Apalatxes del sud, escotadura a parts de Nova Anglaterra i sella al nord d’ Idaho. El terme col, derivat del francès antic, també s'utilitza, particularment a Europa.
Escòcia té el terme gaèlic bealach (anglès "balloch"), mentre que Gal·les té el bwlch similar (ambdues llengües celtes britàniques). Al districte dels llacs, al nord-oest d’Anglaterra, s’utilitza sovint el terme hause, tot i que el terme pass és també comú; una distinció és que un pas pot referir-se a una ruta, així com a la part més alta de la mateixa, mentre que hause és simplement aquesta part més alta, sovint aplanada una mica en un altiplà d'alt nivell.
Al Japó se'ls coneix com Tōge, que significa "passar" en japonès. La paraula també pot referir-se a carreteres estretes i sinuoses que es poden trobar a les muntanyes i entorns geogràficament semblants i al seu voltant.

## Arreu del món
Hi ha milers de passos nombrosos a tot el món, alguns dels quals són molt coneguts, com el gran pas de Sant Bernat a 2,473 metres (8,114 ft) als Alps, el Chang La a 5,360 metres (17,590 ft) i el Khardung La a 5,359 metres (17,582 ft) a Jammu i Caixmir, Índia. Les carreteres del pas de Mana es troben a 5,610 metres (18,410 ft) i Marsimik La a 5,582 metres (18,314 ft), a la frontera entre la Xina i l'Índia i a prop, respectivament, semblen ser els dos passos motoritzables més alts del món. Pas de Khunjerab entre Pakistan i Xina a 4,693 metres (15,397 ft) és també un port de muntanya motoritzat a gran altitud. Un dels passos de muntanya famosos però no motoritzables és Thorong La, a 5,416 metres (17,769 ft) a l’ àrea de conservació d’Annapurna, Nepal.

## Galeria

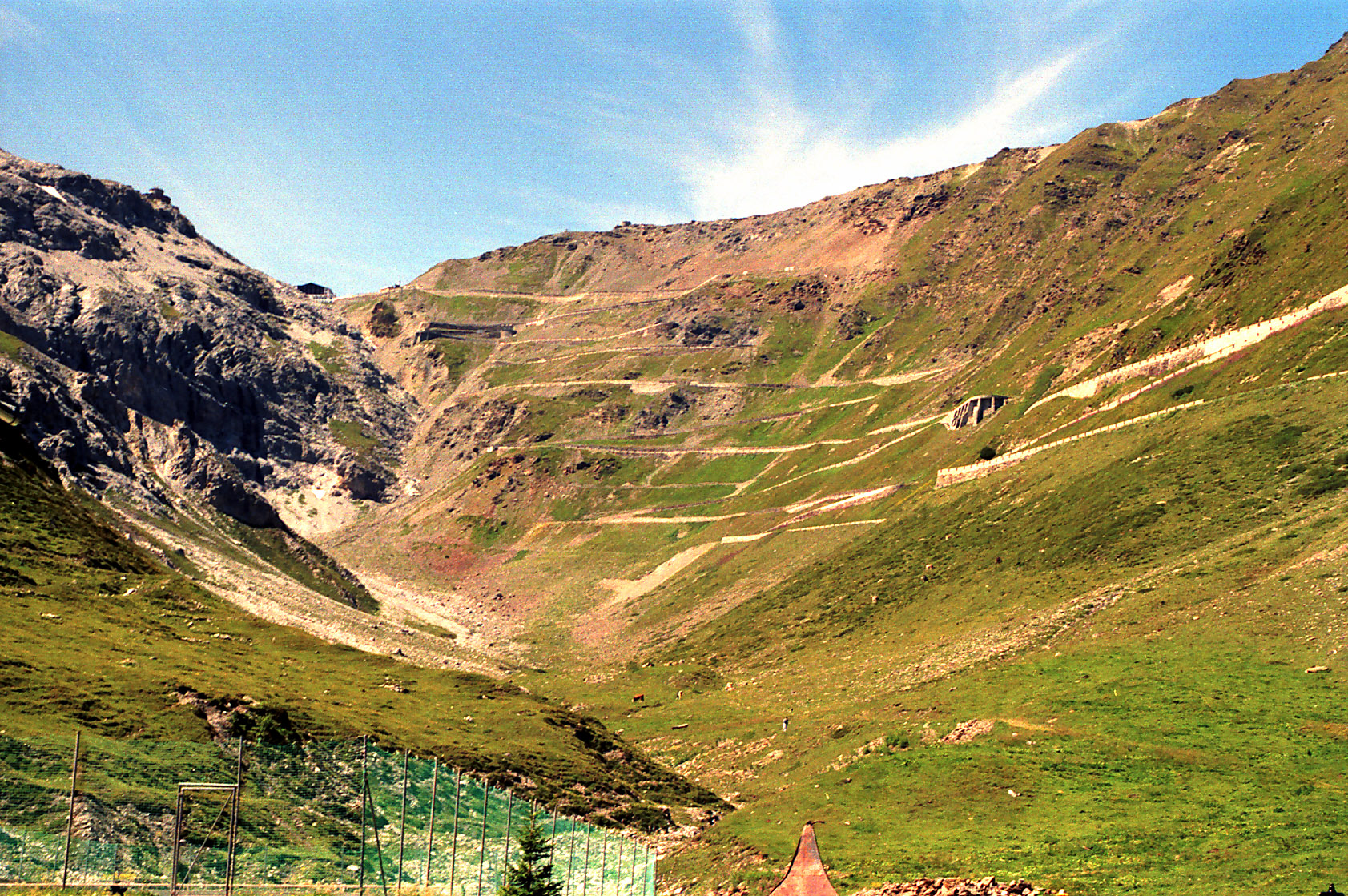
Pas del Stelvio als Alps (Itàlia)
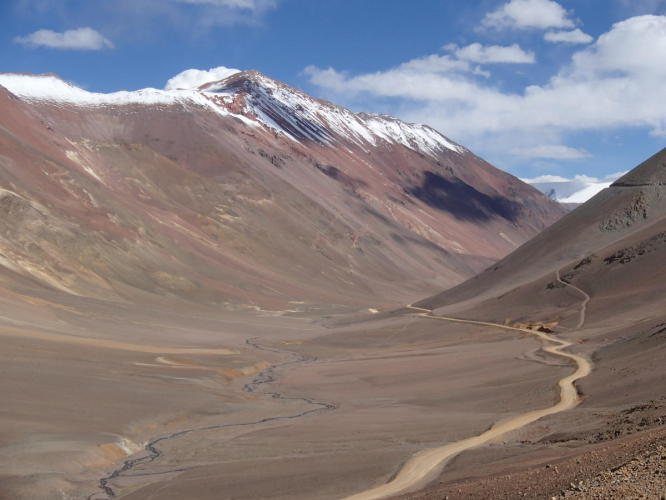
Pass Agua Negra (Argentina / Xile).
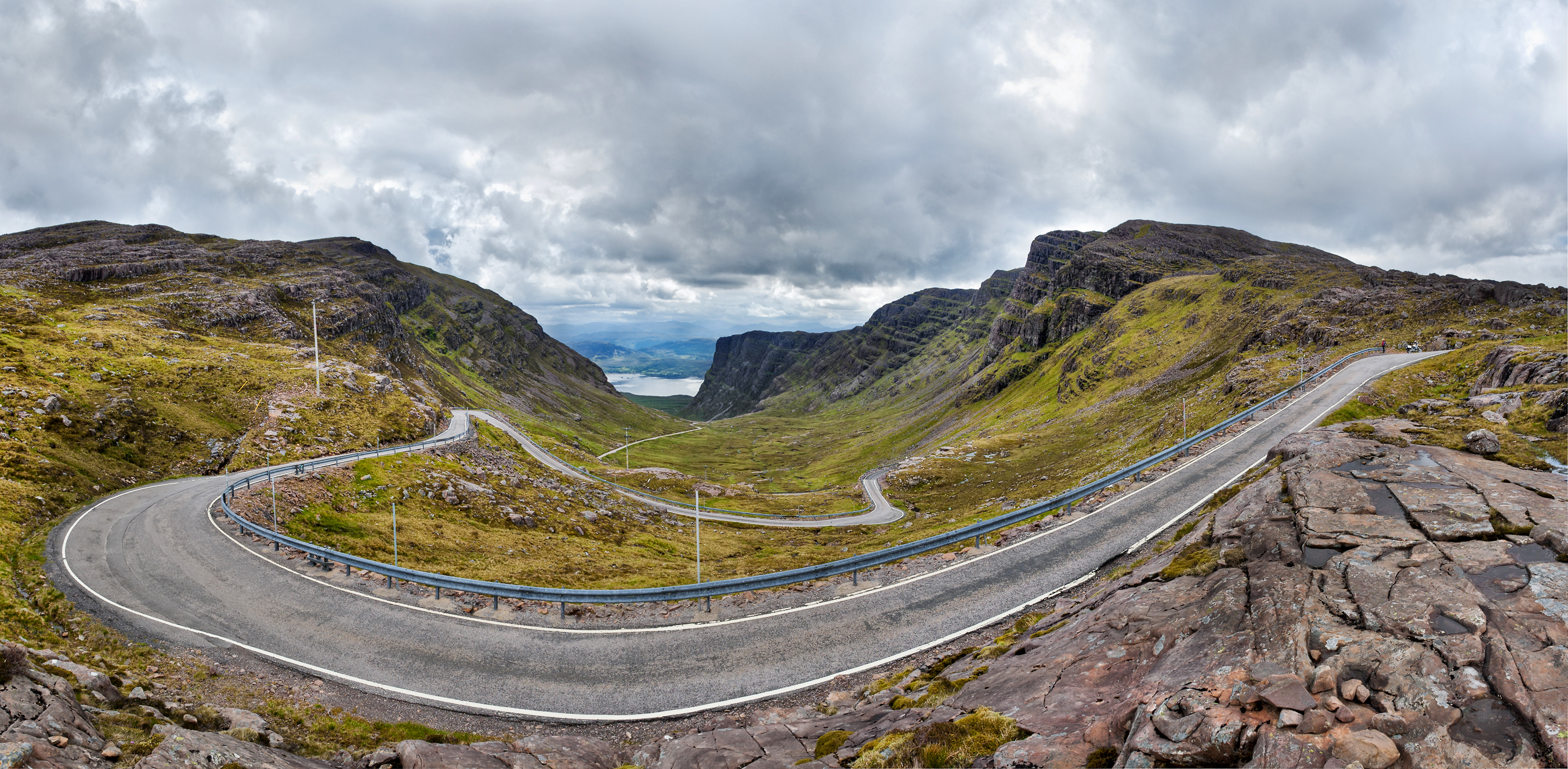
El Bealach na Bà que uneix Applecross a les terres altes del nord-oest escocès.
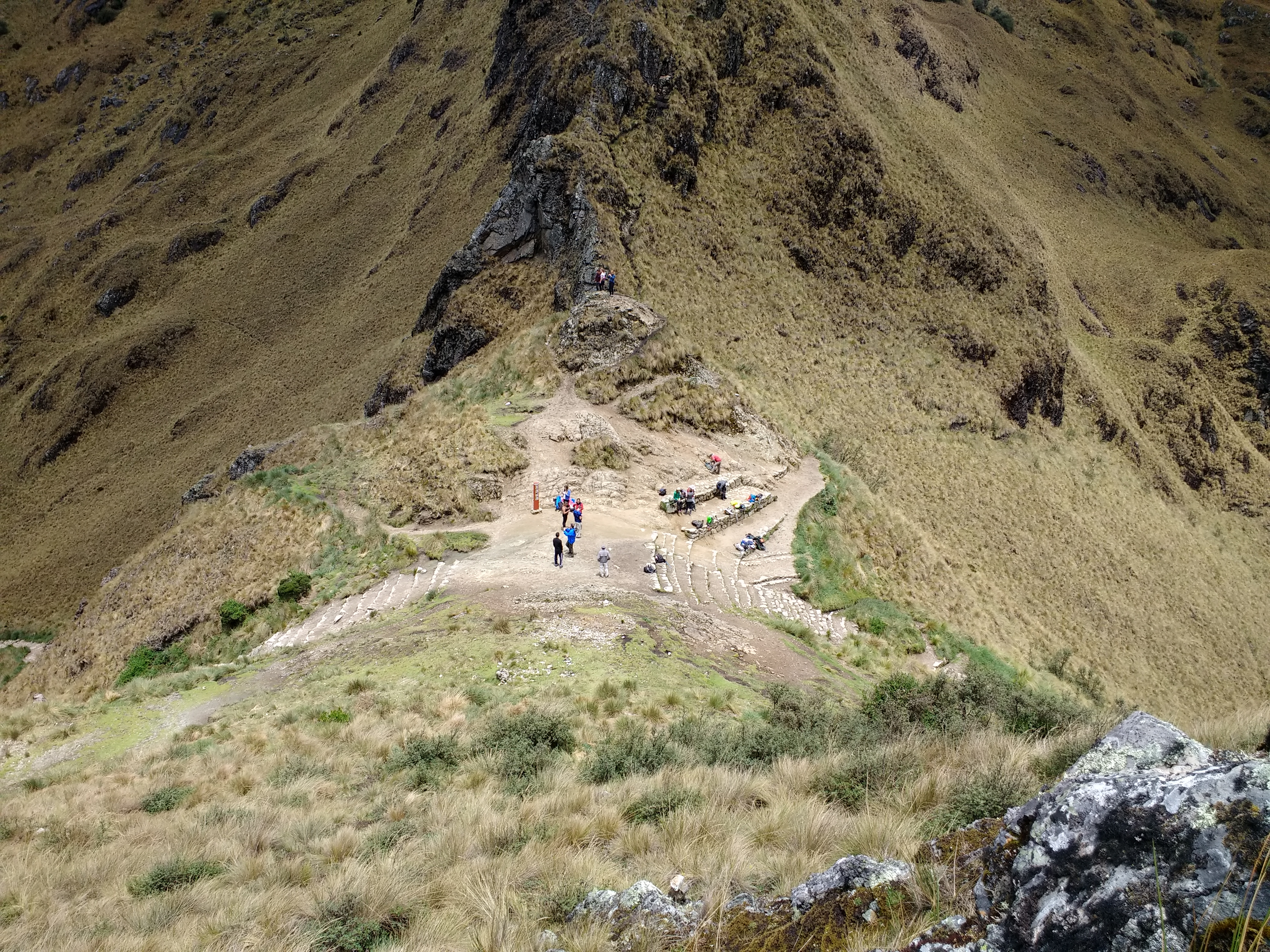
Pass de la dona morta a la pista Inca a Machu Picchu al Perú
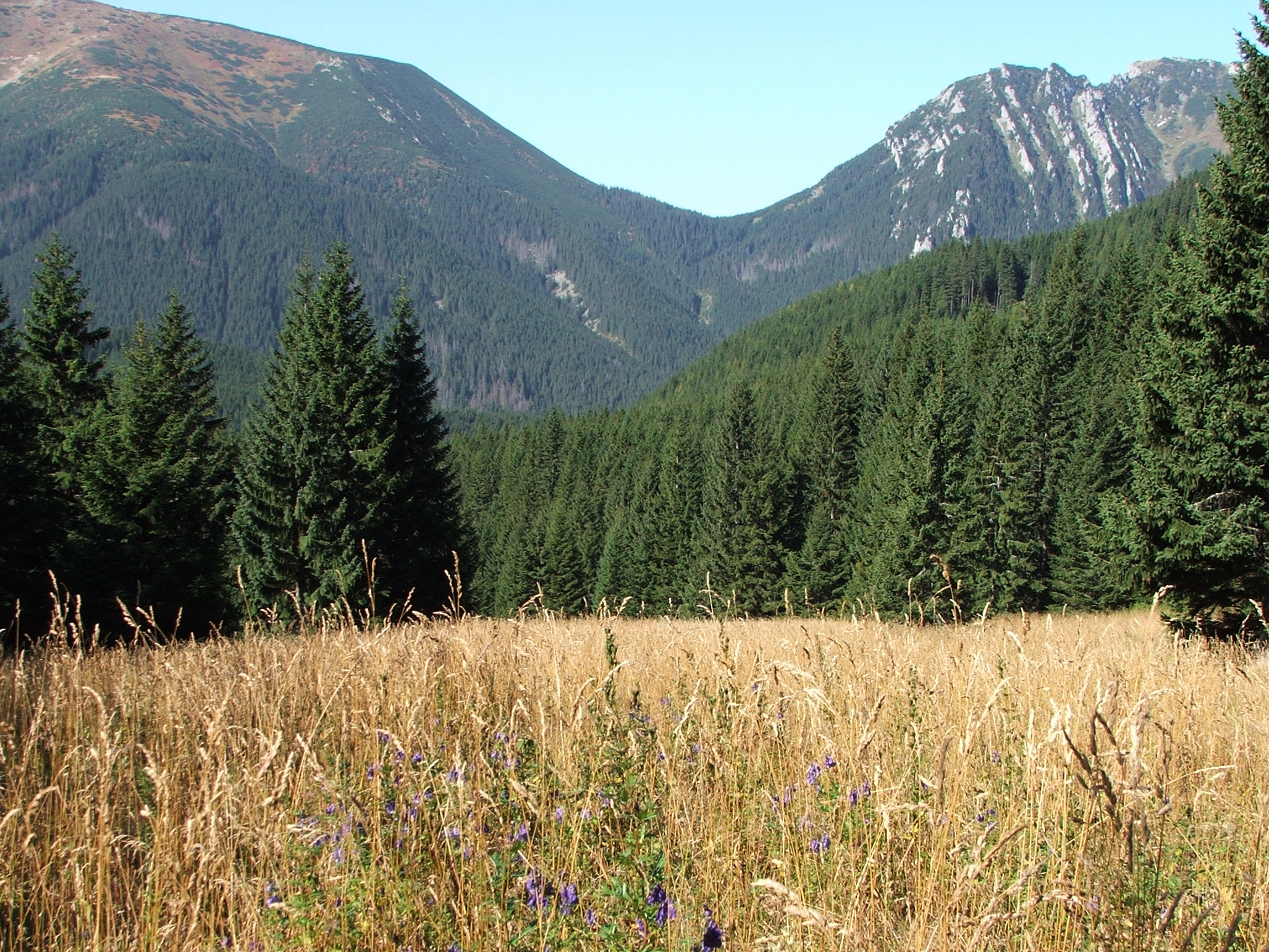
Pas a Tatras (Ornak, Polònia).
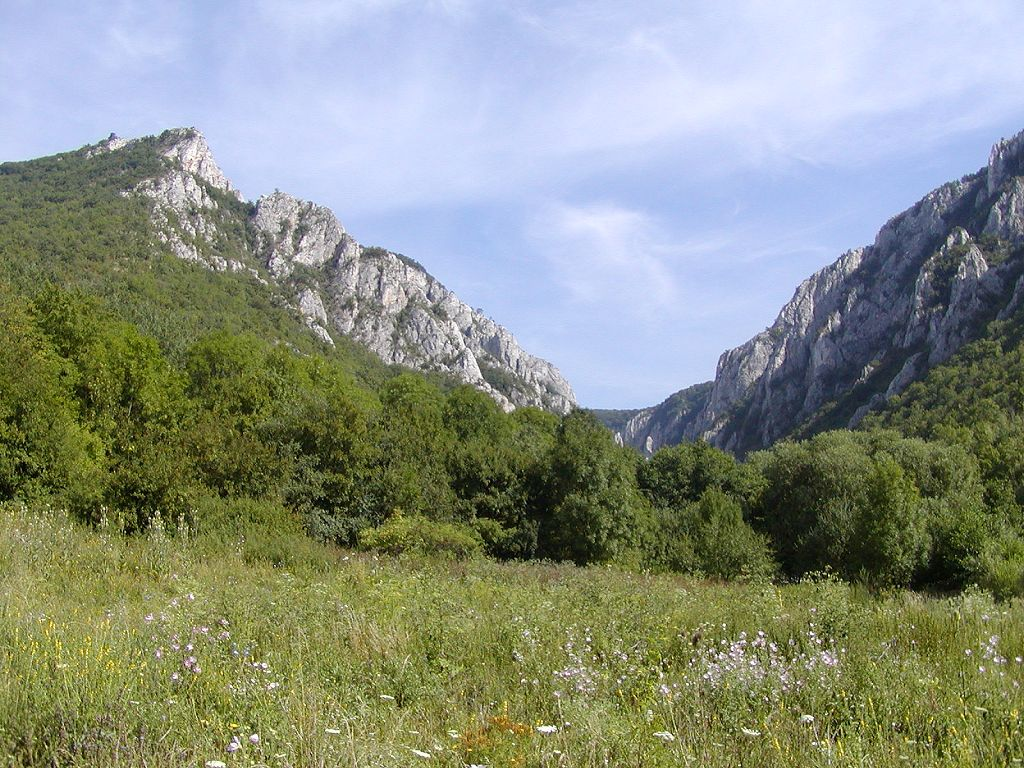
Zádielska tiesňava Pass al Karst eslovac (Eslovàquia).
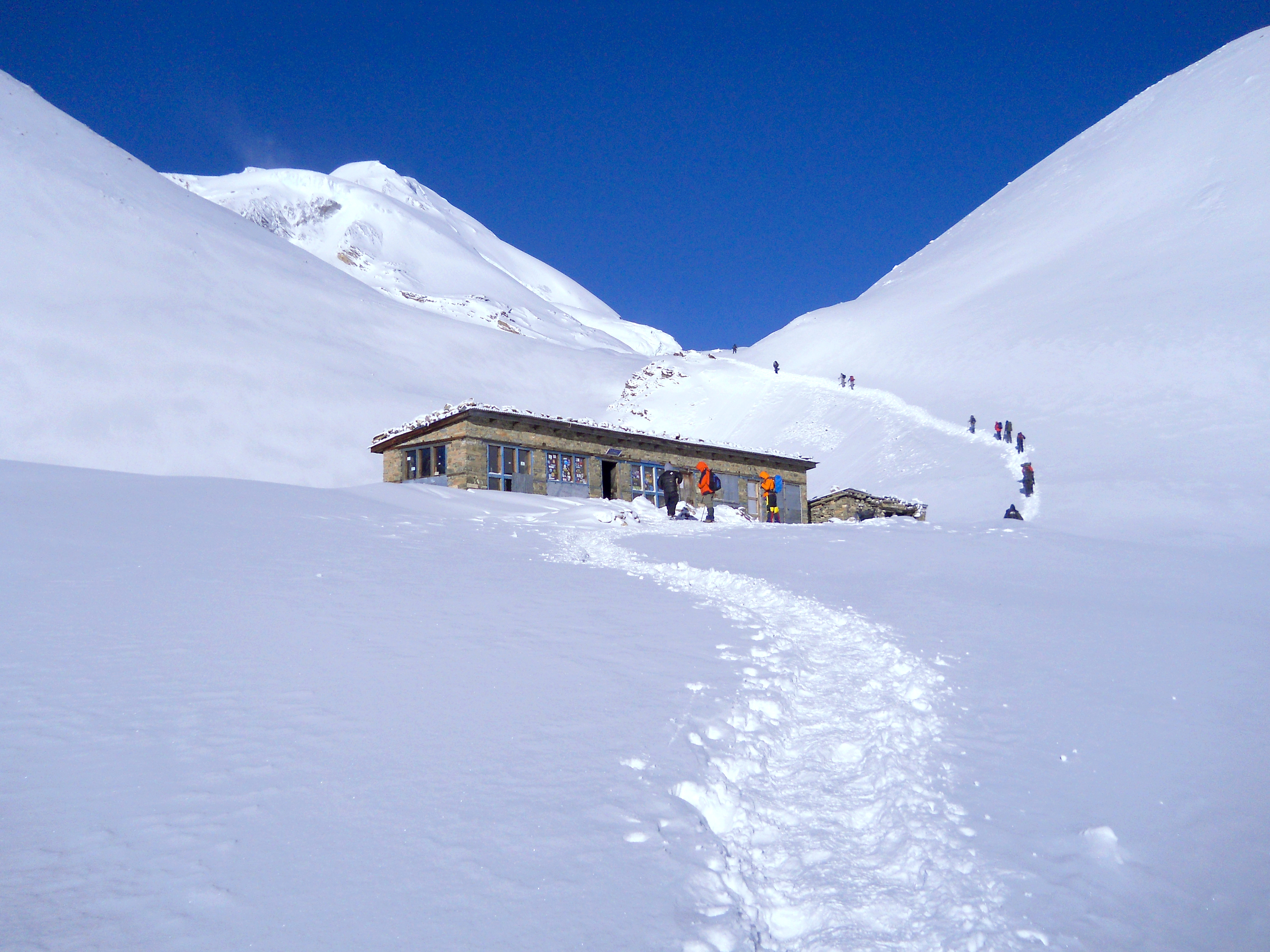
Camí de Manang a Mustang pel coll Thorong La
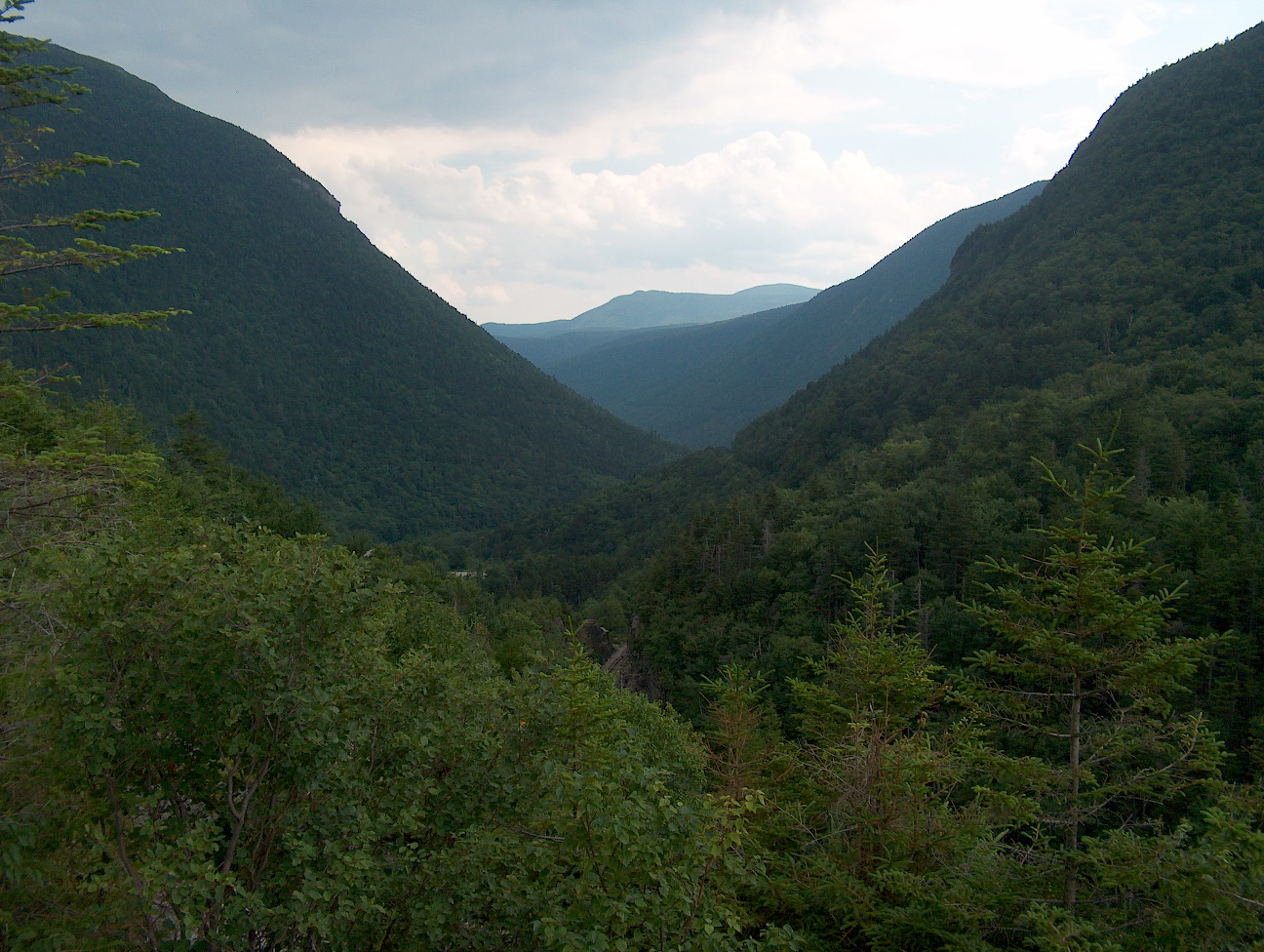
Crawford Notch a New Hampshire, EUA

## Ciclisme
Al món del ciclisme els ports de muntanya són especialment importants. En les competicions ciclistes, els corredors han de pujar aquests passos en el menor temps possible, per la qual cosa la longitud i pendent són els factors que determinen la dificultat del port de muntanya. Si bé és cert que en el ciclisme el terme "port" és més ampli i inclou les carreteres que acaben en el propi cim (també anomenats "alts"). En les baixades aconsegueixen grans velocitats, la qual cosa dota a les etapes de muntanya d'una espectacularitat addicional. Els especialistes a pujar-los es diuen escaladors. Per als ports o alts de petita altitud se sol utilitzar el terme "cota" o "mur" si és de dificultat considerable.